# Stanton (Staffordshire)
Pour les articles homonymes, voir Stanton.
Stanton est un village et une paroisse civile du Staffordshire, en Angleterre.